# Aerosmith (musikalbum)
Aerosmith är hårdrocksgruppen Aerosmiths självbetitlade debutalbum, utgivet i januari 1973. Här fanns balladen "Dream On" som har kommit att bli en av deras mera kända låtar. Albumet nådde 21:a plats på Billboardlistan.

## Låtlista
Samtliga låtar skrivna av Steven Tyler, om annat inte anges.
1. "Make It" - 3:38
2. "Somebody" (Steven Emspack/Steven Tyler) - 3:45
3. "Dream On" - 4:27
4. "One Way Street" - 7:00
5. "Mama Kin" - 4:27
6. "Write Me" - 4:10
7. "Movin' Out" (Joe Perry/Steven Tyler) - 5:02
8. "Walkin' the Dog" (Rufus Thomas) - 3:12

## Medverkande
- Tom Hamilton - bas
- Joey Kramer - trummor
- Joe Perry - gitarr, percussion, sång
- Steven Tyler - sång, munspel, percussion, keyboard, flöjt
- Brad Whitford - gitarr
- David Woodford - saxofon på "Mama Kin" och "Write Me"